# Hylaeus bevisi
Hylaeus bevisi är en biart som först beskrevs av Cockerell 1917.  Hylaeus bevisi ingår i släktet citronbin, och familjen korttungebin. Inga underarter finns listade i Catalogue of Life.